# Albán (Coles)
Albán (llamada oficialmente San Paio de Albán) es una parroquia y un caserío del municipio español de Coles, en la provincia de Orense, Galicia.

## Toponimia
La parroquia también es conocida por el nombre de San Pelagio de Albán.

## Organización territorial
La parroquia está formada por nueve entidades de población, constando ocho de ellas en el nomenclátor del Instituto Nacional de Estadística español:
- A Chabola
- Albán
- A Telleira
- A Torre
- Bergaza
- Cabanelas
- Cabo de Vila
- Taín
- Tras do Río de Albán (Tras do Río)

## Demografía

### Parroquia
| Gráfica de evolución demográfica de Albán (parroquia) entre 2000 y 2022 |
|                                                                         |
| Datos según el nomenclátor publicado por el INE.                        |

### Aldea
| Gráfica de evolución demográfica de Albán (aldea) entre 2000 y 2022 |
|                                                                     |
| Datos según el nomenclátor publicado por el INE.                    |